# Wilhelminalaan (Baarn)
De Wilhelminalaan is een laan in het Wilhelminapark van Baarn, in de Nederlandse provincie Utrecht.
De Wilhelminalaan werd aan de westzijde van Baarn aangelegd tussen 1874 en 1875 door Copijn. De gebogen laan vormt de verbinding tussen de Gerrit van der Veenlaan en de Eemnesserweg. Langs de laan staan grote villa's op ruime kavels. 
In de Tweede Wereldoorlog moest de staat op last van de Duitsers Willem de Zwijgerlaan worden genoemd. Na de oorlog is de laan weer hernoemd.